# 北門口福聚宮
北門口福聚宮位於台灣台北市延平北路，為主祀福德正神之道教廟宇。該建物興建於1914年，今為位於台北大同區之仿古廟宇建築。另外，該廟宇的組織型態為管理人制，祭典日期則是每年農曆之二月初二。
臺北市北門口福聚宮位於臺北市延平北路一段68號，附近地名俗稱石橋頭，日治時期屬太平町一町目，本宮始建於一八八四年（清光緒十年）次年竣工，稱「福德祠」一九一四年，宮祠重建為木造二樓，坐西朝東，為臺北市北門口及後火車站居民之信仰中心。
延平北路闢建於日治時期，一九二O年自臺北北門至大橋頭段，改名太平通。二次大戰結束初期，此地因為交通便捷，為臺北市最繁榮的街區之一，而延平北路一段於清領時期稱北門口街，此路一段六十六巷舊稱福聚街，信眾遂將「福德祠」更名為「北門口福聚宮」，宮名「福聚宮」三字外圍雕有蝙蝠四隻，寓意「天官賜福」。五O年代，本宮二樓成為附近居民的活動中心。
北門口福聚宮主祀福德正神、虎爺，一九六O年代，地方公益者重新規劃宮祠，參拜順序一.天公爐、二.福德正神、上二樓佛堂，三.佛堂香爐、四.十方財神爐、五.中壇元帥、六.虎爺，每爐一柱香，共計六爐六柱香。